# The Ugly Buggy Boys
The Ugly Buggy Boys (TUBB) est un groupe belge de musique humoristique formé en 2000.

## Historique
Le groupe est formé en continuité de la formation boogie metal The Pizza Crushers (1990-2000), mais dans une autre direction plus acoustique, dans les genres blues, jazz, country, western swing, teinté d'humour tout aussi décalé avec les mêmes membres (ou presque).

## Membres
- T.C. : chant et guitare
- Nico : batterie et chant
- Holly : contrebasse et chant

En février 2010, Holly quitte la formation pour explorer d'autres horizons et est remplacé par Buzzin' Claude.

## Discographie
- 2003 : Yoddleheyheehoo
- 2006 :  Aloha
- 2008 :  Les p'tits Lardons